# حسين يحيى عباد
حسين بن يحيى عُبَاد  أمير ومحارب و زعيم قبلي يمني، عاش في القرن الثالث عشر الهجري.

## حياته
عاش في يريم الواقعة اليوم في محافظة إب وتوفي فيها، كان أميرا لبلاد يريم و زعيما لقبائل الأعماس ورعين وناصرته قبائل ذو محمد في يريم، وُصِف بصاحب بلاد يريم أو صاحب خبان.
دخل في حروب قبلية عديدة لتثبيت نفوذه في بلاد يريم (خبان)، وحارب بعد بسط نفوذه عليها قبائل من مناطق مختلفة في اليمن، اتسمت علاقته بأئمة صنعاء بعدم الثبات بين الولاء والمشاركة في حروبهم والتمرد والحرب ضدهم.

### عهد الهادي محمد بن المتوكل
انضم إلى الفقيه سعيد المعروف بالهتار  في ثورته ضد الإمام الهادي محمد بن المتوكل أحمد سنة 1256هـ، غير أن الإمام أخمد هذه الثورة.
وفي سنة  1258هـ وصل للإمام الهادي في صنعاء أن حسينا قد خرج عن طاعته، وكان من أوصل تلك الأخبار إليه هو وزيره يحيى بن علي الإرياني، فتجهز الإمام للخروج من صنعاء وطلب العسكر من الجهات وتحرك قاصدا يريم، وعند وصوله جهران وصلته كتب ابن عباد بالسمع والطاعة و عدم الفساد. لم يلتفت الهادي لتلك الكتب وزاد في التحريض عليه. واصل الهادي المسير  حتى وصل يريم، وحاصر حسينا في حصنه، ضرب الإمام  الحصن بالمدافع وشد عليه الحصار. لم تؤثر المدافع في الحصن فصالح الإمام ابن عباد ووصل إليه حسين وسلم بالصلح.

### عهد المتوكل محمد بن يحيى
ولما تولى شؤون الإمامة والحكم الإمام المتوكل محمد بن يحيى بن المنصور؛ تقدم بجيشه في شهر ذي الحجة من سنة 1261هـ قاصدا هدم حصن إريان في يريم؛ لما كان بينه وبين يحيى بن علي الإرياني من الإحن، ودعا زعماء القبائل لمساندته؛ فكان ممن تقدم معه حسين بن يحيى عباد وقبائله. وصل الجيش حصن إريان وحاصره حتى استسلم من فيه، فأخرج المتوكل أهله منه وهدمه ثم تصالح معهم، وفي محرم سنة 1262هـ بعد انتهاء حادثة حصن إريان، وصل إلى علم المتوكل شروع حسين ببناء حصن كبير أعلى قاع الحقل متحكما من خلاله بيريم، وما أقامه ابن عباد إلا وفي نيته التمرد؛ فأمر بالقبض على حسين وسجنه وسار إلى قاع الحقل وشاهد حصن حسين قيد الإنشاء، فأمر بهدمه وإخراج من كان فيه. ثم أطلق حسينا بعد فترة.
بعد هزيمة المتوكل محمد بن يحيى في تهامة سنة 1264هـ بسبب غدر قبائل ذو محمد به ووصوله صنعاء في شهر جمادي الآخر، ولى الحسين بن المتوكل أحمد - وكان أحد قادته في حروب تهامة - على يريم في شهر شوال. عند وصول الحسين بن المتوكل إلى يريم، اجتمع إليه حسين بن يحيى عباد وقبائل ذو محمد وأقنعوه بالدعوة لنفسه وخلع المتوكل؛ فأجابهم وأعلن دعوته بعد وصوله يريم بأيام ولقب نفسه بالإمام المنصور بالله وعيَّن حسين بن يحيى عباد وزيرا له وبعث الرسائل إلى أقطار اليمن يدعوهم للاستجابة له، وكان ممن استجاب له قبائل الحدا و عنس.
توجه المنصور بالله بجيشه من قبائل الأعماس ورعين و ذو محمد ومن تابعهم بعدها من القبائل صوب مدينة ذمار وحاصرها، فتحرك المتوكل محمد بن يحيى من صنعاء لمواجهتهم في شهر ذي القعدة  واستقر حينا في قرية المواهب. وفي شهر محرم سنة 1265هـ تراجع جيش المنصور  عن حصار مدينة ذمار واستقر في رخمة و دخل المتوكل مدينة ذمار.
وفي أواخر شهر صفر سنة 1265هـ حدث الصلح بين المتوكل والمنصور على أن يعود المنصور الحسين بن المتوكل أحمد للطاعة ويستقر في وادي ظهر آمنا. عاد حسين بن يحيى عباد بقبائله إلى يريم دون أن يمسهم سوء.
وفي شهر جمادى الآخرة سنة 1265هـ نكث المتوكل بعهده مع الحسين بن المتوكل أحمد وسجنه ونكل به.

### عهد المنصور أحمد بن هاشم وما بعده
وفي السابع من جمادى الأولى سنة 1266هـ حدثت فتنة يريم والتي كان سببها اختلاف العمال وعدم استقرار من وصل منهم من صنعاء فضج الناس. دخل حسين بقبائل من الأعماس وذو محمد إلى المدينة لتأمينها، إلا أن جيشه تعنت أهلها وعاث في المدينة؛ فاشتعلت الفتنة بين أهالي المدينة وجيش حسين. حدثت مقتلة بين الطرفين وحدث بعدها في المدينة من الحريق والخراب الكثير.
وفي شوال سنة 1266هـ حدث قتال في يريم بين حسين بن يحيى عباد و علي بن صالح العمري؛ وذلك بعد أن نازع العمري حسينا في الإمارة، فحسين بن يحيى عباد حينها كان متوليا إمارة بلاد يريم ومواليا للمنصور أحمد بن هاشم، وولى المؤيد  العباس بن عبد الرحمن الإمارة للعمري. انتهت المعارك باستقرار الإمارة في يد حسين بن يحيى عباد.
بعد خروج الإمام أحمد بن هاشم من صنعاء في الخامس والعشرين من ربيع الآخر سنة 1267هـ والفوضى التي شابت اليمن، وصل إلى يريم  في شهر رجب من سنة 1267هـ الإمام علي بن المهدي والذي كان مشهورا بين الناس باسم علي مقلى لضعفه وقلة حيلته، فاستقر بها واستغلته القبائل لأغراضها بشكل ساخر حتى خروجه منها في ربيع الآخر سنة 1268هـ.  استمر حسين في إمارته تلك الفترة وما تلاها رغم الصراع المحموم على الحكم في صنعاء.

### عهد الهادي غالب وما بعده
بعد دخول الإمام الهادي غالب بن المتوكل محمد صنعاء سنة 1272هـ، أعلن حسين تمرده عليه؛ فقدم عليه من مدينة صنعاء بجيش كبير سنة 1273هـ. وصل جيش الإمام الغالب إلى المصلى - موضع خارج يريم يصلون فيه العيد - وبقي فيه ثلاثة أشهر خائفا جائعا باردا هو وأصحابه. حتى جاء شهر ربيع الآخر سنة 1273هـ وكان وقتا للحصاد والناس مشغولون بثمارهم. عاثت القبائل الموالية لحسين في المدينة وثار الناس عليهم، فنفر حسين منها إلى حصنه في معزل الأعماس. صالح أهل المدينة غالب على أن يدخل المدينة هو وخاصته فدخلها. اتجه الهادي غالب بعدها صوب حصن حسين، وبعد تبادلهما الرسائل تصالحا والتقيا، عندها أخبر حسين الهادي أن وزيره محمد بن علي الشامي، قد حاول اغتياله خلال فترات احتدام المعارك بين جيشه وجيش حسين. لما علم الوزير الشامي بكشف  مؤامرة اغتيال الهادي التي نفذها، فر من جيش الهادي. عاد الهادي غالب مع حسين بن يحيى عباد إلى مدينة يريم وعند وصولهما إليها، أقر الهادي حسينا على إمارته وعقد له الولاية. مكث بعدها الهادي غالب أياما في يريم ثم رحل إلى ذمار.
بعد خروج الهادي غالب من صنعاء سنة 1274هـ، ظل حسين في إمارته فترات الفوضى تلك بغض النظر عن من الداعي في مدينة صنعاء.

### عهد المتوكل المحسن بن أحمد
عند الدخول الثاني  للإمام المتوكل المحسن بن أحمد إلى صنعاء في شهر ربيع الآخر سنة 1279هـ، أرسل إليه حسين يعلمه بالدخول في طاعته، وأرسل له كثيرًا من الهدايا؛ فأقره الإمام الجديد على إمارته.
شارك حسين في الحرب ضد المكارمة سنة 1279هـ؛ حيث حاصر حسين بلدة عراس في يريم وقاتلهم بجيشه المكون من قبائل الأعماس وذو محمد وحاصرهم وبنى عليهم النوب في ذي صارف، ورهن أهل عراس بعض أبنائهم عنده، ولم يفك هذا الحصار إلا بعد أن أنفذ الداعي المكرمي جيشا من قبائل يام إلى عراس لفك حصارها، وبعد قتال بين الجيشين فك حسين حصاره .
عاد حسين لقتال  المكارمة في عراس من أهلها ويام سنة 1281هـ، فأخذ بلدة عراس وانسحب المقاتلون المكارمة إلى حصن عراس، فحاصرهم حسين هناك وضيق عليهم وأرسل للمتوكل محسن يبلغه بسير المعارك وهزيمة المكارمة في عراس.
وفي شعبان سنة 1284هـ أرسل حسين حملا كبيرا إلى المتوكل محسن بن أحمد أثناء حصاره لمدينة صنعاء لإخراج المتمردين عليه منها؛ بعد أن دعمت قبائل مناوئة له دعوة جديدة للحسين بن المتوكل أحمد حتى أدخلوه صنعاء.

## وفاته
توفي حسين بن يحيى عباد في شهر ربيع الآخر سنة 1285هـ وهو في إمارته.